# Niedermuhlern
Niedermuhlern ist eine politische Gemeinde im Verwaltungskreis Bern-Mittelland des Kantons Bern in der Schweiz.

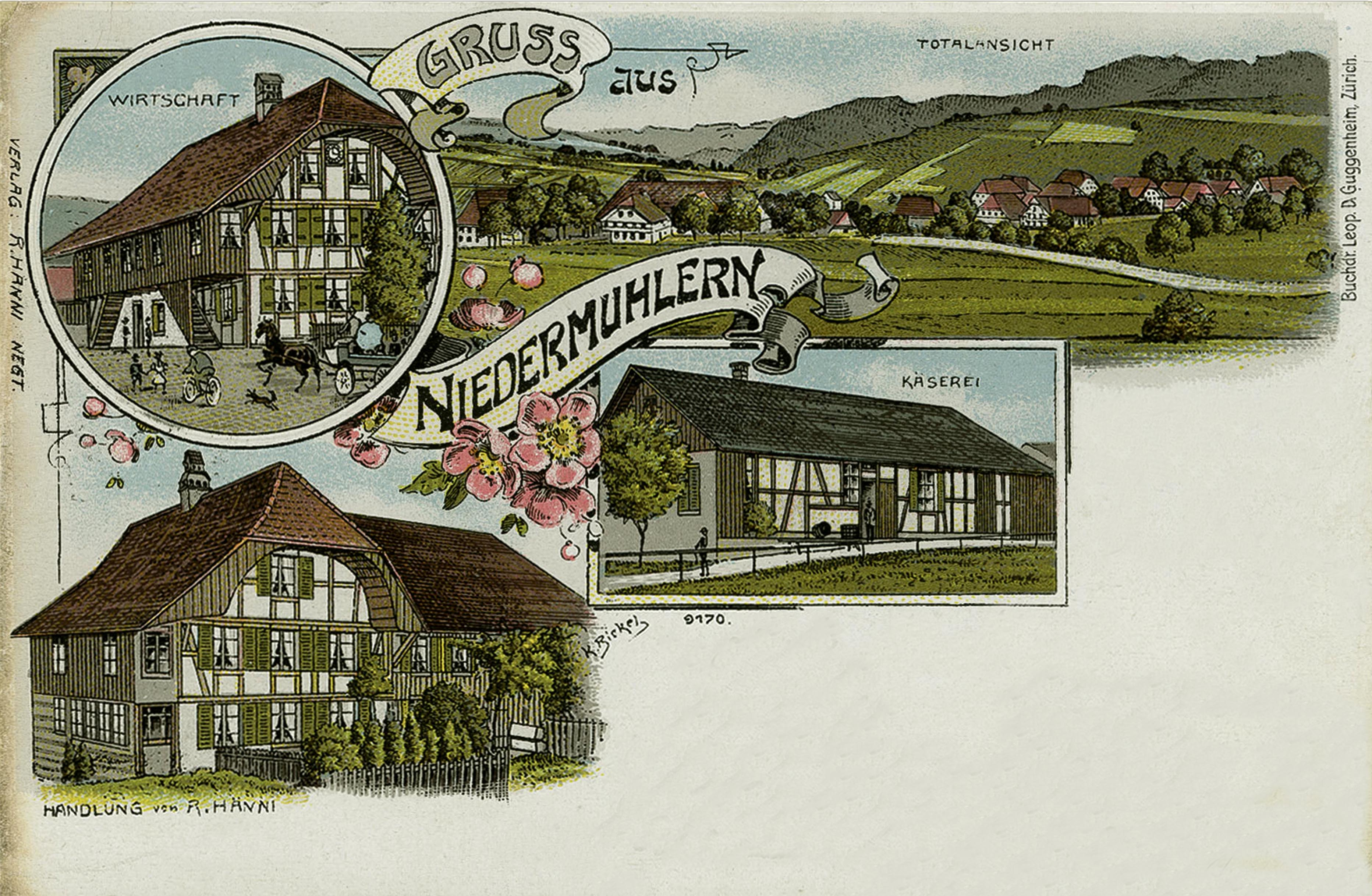
Postkarte von Niedermuhlern, ca. 1900

## Geographie
Niedermuhlern liegt auf 829 m ü. M., 10 km südlich der Kantonshauptstadt Bern (Luftlinie). Das Dorf erstreckt sich auf der Höhe des Längenbergs westlich des Gürbetals, in einer Mulde im Quellgebiet des Scherlibachs, am Nordfuss der Bütschelegg.
Die Fläche des 7,26 km² grossen Gemeindegebiets umfasst einen Abschnitt des Längenbergs. Der grösste Teil des Gebietes lag während des Hochstadiums der Würmeiszeit unter dem Eis des Aargletschers. Deshalb zeigt die Landschaft gerundete, vom Gletscher geschliffene Formen, verschiedenenorts gibt es Moränenablagerungen. Der Hauptteil des Gebietes wird vom Sattel von Niedermuhlern eingenommen, der gegen Norden zum Rücken von Tann (880 m ü. M.), gegen Süden zur Bütschelegg ansteigt, deren Nordflanke vom Waldgebiet Rattenholz bestanden ist. Nach Osten fällt die Höhe des Längenbergs steil gegen das Gürbetal hin ab, die östliche Gemeindegrenze verläuft am Hang oberhalb von Toffen auf rund 700 m ü. M.
Nach Westen reicht der Gemeindeboden in die Talmulde des Scherlibachs (rechter Zufluss der Sense). Im Südwesten erstreckt sich der Gemeindebann über die Höhen des Imihubels (mit 981 m ü. M. die höchste Erhebung von Niedermuhlern) in ein stark zertaltes Gebiet im Einzugsbereich des Bütschelbachs. Die Landschaftsformen in diesem Gelände, kurze Erosionstäler getrennt durch schmale Hügelrücken (so genannte Eggen) mit steilen Hängen, sind charakteristisch für Gebiete, welche während der Eiszeit nicht vom Gletscher bedeckt waren. Von der Gemeindefläche entfielen 1997 5 % auf Siedlungen, 17 % auf Wald und Gehölze und 78 % auf Landwirtschaft.
Zu Niedermuhlern gehören zahlreiche Weiler, Hofgruppen und Einzelhöfe. Die grösseren davon sind:
- Bachmühle (776 m ü. M.) am Scherlibach
- Niederblacken (828 m ü. M.) am Nordabhang des Imihubels über dem Scherlibach
- Oberblacken (915 m ü. M.) am Nordabhang des Imihubels
- Ratzenberg (890 m ü. M.) auf einem Sattel zwischen den Einzugsgebieten des Scherlibachs und des Bütschelbachs, westlich des Imihubels
- Uecht (950 m ü. M.) auf einem Sattel zwischen den Einzugsgebieten des Scherlibachs und des Bütschelbachs, östlich des Imihubels
- Falebach (785 m ü. M.) am Osthang des Längenbergs oberhalb von Toffen

Nachbargemeinden von Niedermuhlern sind Wald, Toffen, Rüeggisberg und Oberbalm.

## Bevölkerung
Mit 512 Einwohnern (Stand 31. Dezember 2023) gehört Niedermuhlern zu den kleineren Gemeinden des Kantons Bern. Von den Bewohnern sind 99,6 % deutschsprachig, 0,2 % französischsprachig, und 0,2 % sprechen Spanisch (Stand 2000). Die Bevölkerungszahl von Niedermuhlern belief sich 1850 auf 831 Einwohner, 1900 auf 631 Einwohner. Im Verlauf des 20. Jahrhunderts nahm die Bevölkerungszahl bis 1980 weiter auf 508 Personen ab. Seither wurden nur noch geringe Bevölkerungsschwankungen verzeichnet.

## Wirtschaft
Niedermuhlern war bis in die zweite Hälfte des 20. Jahrhunderts ein vorwiegend durch die Landwirtschaft geprägtes Dorf. Die Wasserkraft des Scherlibachs wurde früher für den Betrieb einer Mühle genutzt. Noch heute haben die Milchwirtschaft und die Viehzucht sowie der Ackerbau einen wichtigen Stellenwert in der Erwerbsstruktur der Bevölkerung. Weitere Arbeitsplätze sind im lokalen Kleingewerbe und im Dienstleistungssektor vorhanden, unter anderem in Betrieben der Holzverarbeitung. Auf dem Uecht befindet sich das Observatorium mit Sternwarte der Universität Bern. In den letzten Jahrzehnten hat sich das Dorf dank seiner attraktiven Lage zu einer Wohngemeinde entwickelt. Viele Erwerbstätige sind deshalb Wegpendler, die hauptsächlich in der Agglomeration Bern arbeiten.

## Politik
Niedermuhlern bildet mit Wald einen Abstimmungskreis, die folgenden Zahlen enthalten deshalb die Stimmen beider Gemeinden.
Bei den Nationalratswahlen 2023 betrugen die Wähleranteile in Niedermuhlern und Wald (in Klammern die Veränderung im Vergleich zu den Wahlen 2019 in Prozentpunkten): SVP 39,93 % (+2,73), SP 11,77 % (+1,30), Mitte 9,56 % (−2,17), Grüne 8,94 % (−2,75), glp 8,31 % (+0,43), EDU 7,60 % (+1,40), EVP 4,77 % (+1,20, FDP 4,34 % (−0,55), Aufrecht 2,2 (+2,2), Weitere 2,57 % (−3,79).

## Verkehr
Die Gemeinde liegt abseits der grösseren Durchgangsstrassen an einer Verbindungsstrasse von Kehrsatz über den Längenberg nach Riggisberg. Durch die Postautokurse, welche die Strecken von Wabern nach Niedermuhlern und von Köniz nach Riggisberg bedienen, ist Niedermuhlern an das Netz des öffentlichen Verkehrs angebunden.

## Geschichte
Die erste urkundliche Erwähnung des Ortes erfolgte 1241 unter dem Namen Mulerrun. Später erschienen die Bezeichnungen Mulerron (1295), Nider Muleron (1389), Nidermulleren (1479) und Nidermuoleren (1577). Der Name Muhlern geht wahrscheinlich auf das frankoprovenzalische Wort molar (rundlicher Hügel, Anhöhe) zurück.
Seit dem Mittelalter erfuhr Niedermuhlern zahlreiche Besitzerwechsel. Unter Berner Herrschaft wurde das Dorf dem Landgericht Seftigen zugeteilt. Nach dem Zusammenbruch des Ancien Régime (1798) gehörte Niedermuhlern während der Helvetik zum Distrikt Seftigen und ab 1803 zum Oberamt Seftigen, das mit der neuen Kantonsverfassung von 1831 den Status eines Amtsbezirks erhielt. Kirchlich war das Dorf bis 1699 der Pfarrei Belp unterstellt, heute gehört es zur Kirchgemeinde Zimmerwald.

## Sehenswürdigkeiten
Die Bachmühle, ein monumentaler Prunkbau, wurde 1773 errichtet. Ein geschlossenes Ortsbild weist der Weiler Falebach auf. Hier stehen stattliche Bauernhäuser im Berner Stil aus dem 18. Jahrhundert und ein Ofenhaus von 1764.